# Boulevard des Pyrénées
El boulevard des Pyrénées es una vía de comunicación situada en Pau. Une el Palacio Beaumont al Castillo de Pau. 
Desde este bulevar, al borde de una abrupta pendiente, puede contemplar a lo lejos la cadena montañosa de los Pirineos y se pueden distinguir el Pico de Midi d'Ossau.
En frente de la Plaza Real, donde se encuentra el Ayuntamiento de Pau, un edificio de varias plantas se extiende por todo el paseo. En la terraza que forma el bulevar, se encuentra la Fontaine de Vigny, uno de los emblemas de la ciudad de Pau. Aquí también se encuentra el Funicular de Pau. 
|  |  |

- Datos: Q2922059
- Multimedia: Boulevard des Pyrénées / Q2922059